# Jérôme Thiesson
Jérôme Thiesson (* 6. August 1987 in Zürich) ist ein ehemaliger französisch-schweizerischer Fussballspieler auf der Position eines Abwehrspielers und heutiger -trainer, der zuletzt beim FC Aarau in der Challenge League unter Vertrag stand. In der Saison 2023/23 war er Trainer des FC Mutschellen in der 2. Liga interregional. Per 1. Juli 2024 kehrt er als Leiter Operativer Betrieb und Trainer der U-15 Junioren zum FC Aarau zurück.

## Karriere

### Verein
Seine Juniorenzeit verbrachte Jérôme Thiesson beim FC Zürich.
Im Juli 2007 wurde er zuerst vom FC Zürich zum FC Wil in die Challenge League ausgeliehen. Die AC Bellinzona lieh ihn im Januar 2009 vom FC Zürich aus, ehe sie ihn im Sommer 2009 definitiv übernahmen.
Im Sommer 2011 wechselte er zum Schweizer Super-League-Verein FC Luzern. In seinen insgesamt 5½ Saisons für den FC Luzern absolvierte Thiesson 155 Meisterschaftsspiele und schoss dabei ein Tor. Sein Vertrag war bis 30. Juni 2017 gültig.
Im Februar 2017 verliess Thiesson vor Vertragsende den FC Luzern und schloss sich Minnesota United aus der Major League Soccer an.
Seit der Saison 2022/23 ist Jérôme Thiesson der neue Trainer des Aargauer Vereins FC Mutschellen.

### Nationalmannschaft
Thiesson absolvierte insgesamt 18 Juniorenländerspiele für die U-20 und U-21 für die Schweiz.